# Lauwin-Planque
Lauwin-Planque is een gemeente in het Franse Noorderdepartement (Frans: département du Nord). De gemeente telde 1.593 inwoners op 1 januari 2022.
In maart 2015 werden de kantons van Douai opgeheven en werd uit een deel van de gemeenten het kanton Douai gevormd, waar ook Lauwin-Planque deel van ging uitmaken.
De gemeente is bekender geworden omdat Amazon er een distributiecentrum heeft, wat in traceerinformatie zichtbaar wordt.

## Geografie
De oppervlakte van Lauwin-Planque bedroeg op 1 januari 2022 3,67 vierkante kilometer; de bevolkingsdichtheid was toen 434,1 inwoners per km².

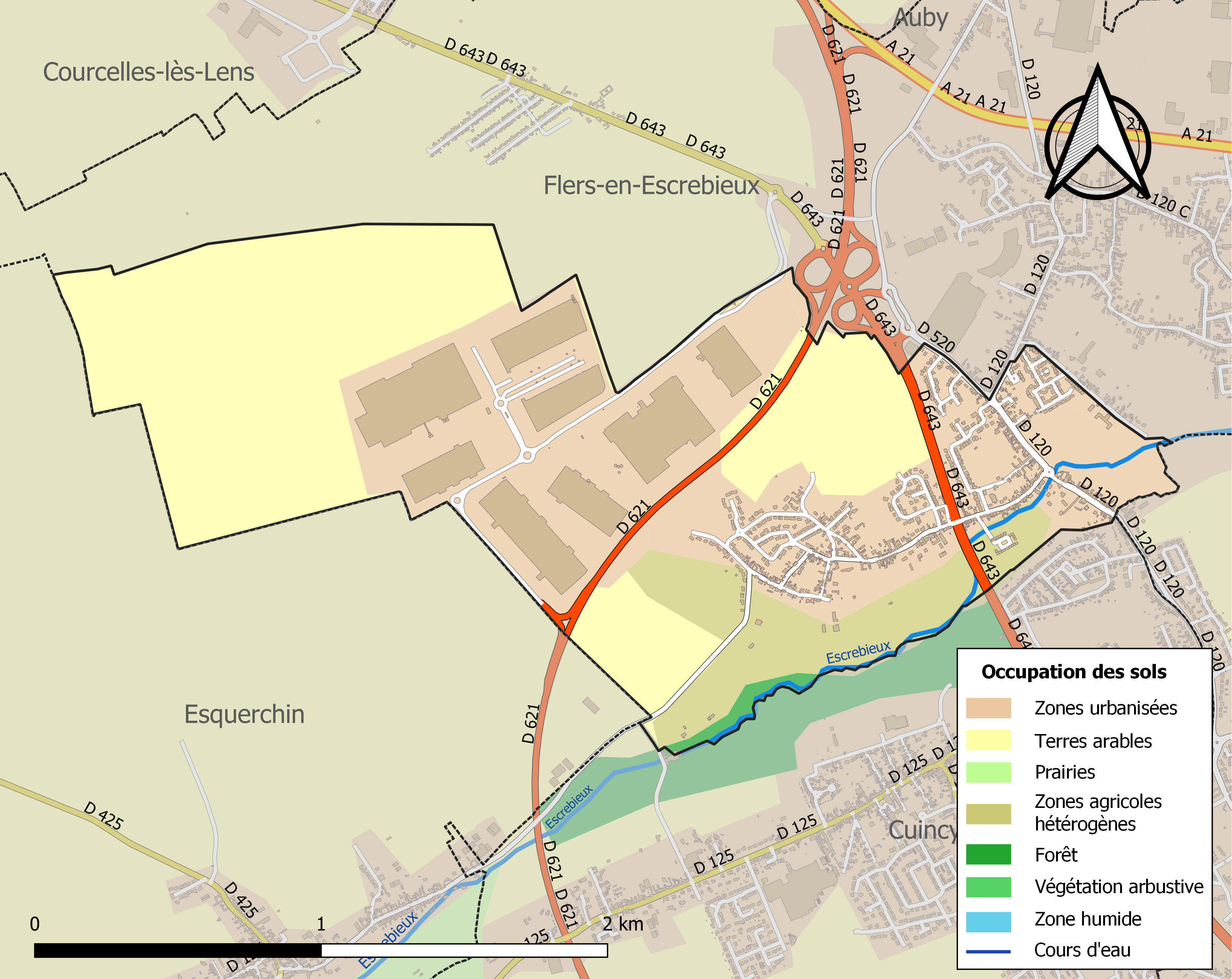
Kaart van de gemeente met belangrijkste infrastructuur, bodemgebruik en omliggende gemeenten

## Demografie
Onderstaande figuur toont het verloop van het inwonertal (bron: INSEE-tellingen).

## Sport
Lauwin-Planque was één keer etappeplaats in wielerkoers Ronde van Frankrijk. Op 6 juli 2025 startte er de rit naar Boulogne-sur-Mer. De Nederlander Mathieu van der Poel won de rit en nam de gele trui over.